# Споменик у Богојевцу
Споменик у селу Богојевцу, код Лесковца, посвећен је погинулима Првом и Другом светском рату. Откривен је 13. децембра 1985. године, а приликом откривања говорио је Војислав Стаменковић, председник Скупштине општине Лесковац. Аутор споменика је Миодраг Стевановић.
На споменику пише:
Палим на бранику отаџбине
Погинули у НОР-у 1941—1945.
- Светозар Стоиљковић
- Миле Милошевић
- Владимир Савић
- Ђорђе Стојановић
- Влада Ђокић
- Сретен Николић
- Велимир Недељковић
- Младен Цветковић
- Петар Здравковић
- Цане Османовић
- Раде Османовић

Погинули у рату 1912—1918.
- Стојадин Стојановић
- Милан Крстић
- Таса Савић
- Михајло Живковић
- Дина Стојановић
- Ранђел Костић
- Јордан Стојановић
- Светозар Ђорђевић
- Милан Стоиљковић
- Благоје Костић
- Благоје Маринковић
- Стојадин Стаменковић
- Благоје Рајковић
- Влајко Стојановић
- Алекса Димитријевић
- Алекса Цакић
- Спаса Коцић
- Јордан Стојановић
- Мирко Стојановић
- Илија Крстић
- Сима Живковић
- Пера Живковић
- Горча Стаменковић
- Алекса Томић
- Тоза Стаменковић
- Јордан Стојановић
- Јосим Милековић
- Станко Миленковић
- Стојадин Здравковић
- Милан Савић
- Пера Савић
- Мика Пејић
- Јован Живковић
- Крста Пешић
- Јордан Илић
- Јордан Мишић
- Ђорђе Лазић
- Драгутин Лазаревић

Захвални грађани Богојевца